# 迪塞雷斯
迪塞雷斯是巴西圣保罗州的一个市镇。总面积88.4平方公里，总人口1582人，人口密度17.9人/平方公里。